# Бандканон 1
„Бандканон 1“, или „Бкан 1“ (Bkan 1) е шведска самоходна артилерийска установка, разработена от Бофорс в средата на 1960-те години.
Влиза на въоръжение в шведската армия през 1967 и е изведена от експлоатация през 2003 г.

## Разработка и дизайн
Шасито на установката произлиза от това на танка KRV, който никога не е произвеждан. Работното означение на машината е artillerykanonvagn 151 или akv151. Първият прототип е създаден през 1960 година. Вграден е същият двигател, който се използва в Strv 103, макар той да не е достатъчно мощен, имайки предвид цялостното тегло на артилерийската установка. Оръдието е 155-милиметрово и има необичайно висока скорострелност – до 14 изстрела за 45 секунди. Всеки снаряд тежи 45 килограма и има обсег до 25 километра. Оръдието може да изстрелва и ядрени снаряди, но Швеция се отказва от разработването на ядрени оръжия. Всички тези характеристики правят Бкан 1 най-тежката самоходна артилерийска установка, произвеждана някога.
Първоначално е планирано да бъдат създадени около 70 машини, но заради намаляването на военния бюджет са произведени само 26. Сформиран е един полк, състоящ се от два батальона с 12 установки всеки, а по-късно от три батальона с 8 машини всеки. През 80-те години е създаден нов вариант с някои леки промени в интериора и задвижващата система.